# It (1990)
It (ook wel: Stephen King's It) is een horrorminiserie uit 1990, gebaseerd op Stephen Kings roman met dezelfde titel. De productie werd geregisseerd door Tommy Lee Wallace. It werd voor het eerst uitgezonden als een tweedelige televisie-miniserie op 18 november 1990 op ABC en volgt het verhaal van het boek losjes. De twee losse afleveringen zijn later gebundeld tot één geheel van meer dan drie uur.
Net als in het boek is het hoofdpersonage in de miniserie de schrijver Bill Denbrough.
In 2017 is er een film verschenen die is gebaseerd op hetzelfde boek.

## Verhaal
De eerste helft van de film, die in 1963 afspeelt in Derry (een fictief plaatsje in Maine), gaat over een groepje van zeven jonge tieners, die zichzelf de "Stumpers" ("The Losers Club") noemen. Een van hen is Bill, die zijn jongere broertje Georgie heeft verloren door toedoen van "It". Ze ontmoeten elkaar eerst afzonderlijk en vormen vervolgens een hechte groep in een gemene, intolerante wereld. Allemaal komen ze in contact met het kinderen vermoordende monster dat om de 27 jaar hun woonplaats terroriseert. Zij zijn tevens de enigen die het monster kunnen zien. Het monster verdwijnt vanzelf weer als ze erin slagen er niet in te geloven, wat soms wel en dan weer niet lukt.
Ze geven het de vage naam It (Het), omdat It geen vaste vorm heeft. Het verschijnt het vaakst als een clown met ballonnen, Pennywise de Dansende Clown, of als een weerwolf, voordat het de vorm aanneemt die zijn slachtoffer het meest vreest. Dat het monster al behoorlijk oud is blijkt als Pennywise op een meer dan 100 jaar oude foto te zien is. Er is nog een andere vorm van It, die kan worden gezien als een soort parallel universum, "iets" voorbij de grenzen van tijd en ruimte. Dit is in de film te zien als een fel helder licht. Pennywise gebruikt dit om zijn slachtoffers in trance te brengen zodat ze versuft blijven staan. De Stumpers noemen dit Dodenlichten.
Aangemoedigd door Bill's verlangen om wraak te nemen op It en Derry te verlossen, gaan de Stumpers op zoek naar de woonplaats van het monster in het riool. Hoewel ze het monster zwaar weten te verwonden met accuzuur lukt het hen niet het karwei helemaal af te maken, waardoor het ontsnapt en langzaamaan herstelt. De zeven leggen een eed af waarin ze elkaar beloven terug te zullen komen als It ooit nog eens ontwaakt.
In de tweede helft van de film, waarin het 1990 is, komen de nu volwassen Stumpers met tegenzin naar hun geboortestad terug – die ze allen behalve Mike Hanlon eerder hadden verlaten – om voor eens en altijd af te rekenen met It. De Stumpers moeten niet alleen weer de confrontatie met het vreselijke monster aangaan, dat behalve als de clown nog in allerlei andere gedaanten verschijnt, inclusief die van gewone mensen, en zich zelfs als sommigen van de Stumpers zelf vermomt. Ook moeten ze omgaan met het kleiner worden van hun groepje na de zelfmoord van een van hen, Stan Uris, en met een van de pestkoppen uit hun jeugd, Henry Bowers. Hij is volledig doorgedraaid en zit in een inrichting. Onder de invloed van It is Bowers vastberaden om hen allen te vermoorden.  Mike belandt door toedoen van Henry in het ziekenhuis. Bij de laatste confrontatie blijkt dat It nu de gedaante van een gigantische spin heeft. Eddie, een ander lid van de groep, overleeft de nieuwe confrontatie met It niet. De spin slaagt erin om Audra, de vrouw van Bill, te gijzelen. Audra kan worden bevrijd maar verkeert hierna enige tijd in trance. Uiteindelijk weten de overgebleven Stumpers It toch te doden.

## Rolverdeling
| Acteur             | Personage                         |
| ------------------ | --------------------------------- |
| Tim Curry          | 'It' in de gedaante van Pennywise |
| Richard Thomas     | Bill Denbrough                    |
| Jonathan Brandis   | Bill Denbrough, 12 jr.            |
| John Ritter        | Ben Hanscom                       |
| Brandon Crane      | Ben Hanscom, 12 jr.               |
| Annette O'Toole    | Beverly Marsh                     |
| Emily Perkins      | Beverly Marsh, 12 jr.             |
| Harry Anderson     | Richie Tozier                     |
| Seth Green         | Richie Tozier, 12 jr.             |
| Dennis Christopher | Eddie Kaspbrak                    |
| Adam Faraizl       | Eddie Kaspbrak, 12 jr.            |
| Richard Masur      | Stan Uris                         |
| Ben Heller         | Stan Uris, 12 jr.                 |
| Tim Reid           | Mike Hanlon                       |
| Marlon Taylor      | Mike Hanlon, 12 jr.               |
| Tony Dakota        | Georgie Denbrough                 |
| Olivia Hussey      | Audra Denbrough                   |
| Jarred Blancard    | Henry Bowers, 14 jr.              |
| Michael Cole       | oude Henry Bowers                 |
| Chris Eastman      | Belch                             |
| Gabe Khouth        | Victor Criss                      |
| Chelan Simmons     | Laurie Anne Winterbarger          |
| Frank C. Turner    | Al Marsh (Beverly's vader)        |
| Donna Peerless     | juf Douglas                       |
| Steve Makaj        | Bens vader                        |

## Varia
- Een van Denbroughs boeken, The Glowing, is te zien in Derry's openbare bibliotheek. Dit is een verwijzing naar Kings boek The Shining.